# Parafia Świętego Stanisława Biskupa i Męczennika w Rzgowie
Parafia Świętego Stanisława Biskupa i Męczennika w Rzgowie - parafia rzymskokatolicka znajdująca się w archidiecezji łódzkiej w dekanacie tuszyńskim.
Parafia erygowana została 28 marca 1469 r. przez abp. gnieźnieńskiego Jana Gruszczyńskiego (herbu Poraj).
Kościół parafialny wzniesiony w 1630 r. z fundacji Kapituły Krakowskiej. W latach 1949–1952 został gruntownie odnowiony. Świątynia w stylu późnorenesansowym.
Na terenie parafii znajdują się 3 kaplice:
- kaplica w Domu Sióstr Felicjanek, przy ul. Ogrodowej 11,
- kaplica pw. św. Michała Archanioła (ukończona w 1996 r.),
- kaplica w Kalinie uzyskana i odnowiona w 2000 r.

## Wyposażenie kościoła
- ołtarz główny barokowy z rzeźbionym krucyfiksem z XVIII w.,
- pięć ołtarzy bocznych z przełomu XVII i XVIII w.,
- ambona z połowy XVIII w.,
- stalle z początku XVIII w.,
- organy z końca XIX w.